# Миња Пековић
Миња Пековић (рођена 21. октобар 1983. године,у Сарајеву) је српска глумица. Дипломирала је глуму на драмском одсјеку Академије умјетности у Новом Саду, у класи професора Бориса Исаковића. Од 2007. стални је члан Народног позоришта у Суботици.

## Улоге

### Позориште
НАРОДНО ПОЗОРИШТЕ СУБОТИЦА:
- Џо Ортон: Шта је собар видео - Џералдина
- Н. Сајмон: Апартман - Бет
- Б. Нушић: Ожалошћена породица - Даница
- А. Николај: Хамлет у пикантном сосу - Инге
- Ф. Шилер: РазБоyници - Амалија фон Едерлих и Анђео смрти
- Љ. Симовић: Путујуће позориште Шопаловић - Симка
- Н. Сајмон: Гласине - Клер Ганц
- Б. Михајловић Михиз: Бановић Страхиња - Жена
- Море /народна представа/
- Г.Стефановски: Демон из Дебармале - Бисера
- Оливер Фрљић: Кукавичлук
- Јордан Цветановић: Симптоми - Стана
- Џ.Кесерлинг: Арсеник и старе чипке-Илејн Харпер
- В. Шекспир: Јулије Цезар- Калпурнија, Цезарова жена
- Вилијам Шекспир: ''Комедија забуне''-Адријана
- Анте Томић: Чудо у Поскоковој Драги-Ловорка
- Алан Менкен и Хауард Ешмен: Мала радња хорора-Одри
- Кристофер Дуранг: Брак Бет и Бу-а, Бет Бренан
- Бранислав Нушић: Мистер Долар, Нина-ћерка господина председника странке
- Селма Спахић: Нататоријум, Вера Војнић
- Ранко Маринковић: Глорија (Сестра Магдалена-Глорија)
- Мајкл Фрејн: Иза кулиса-Доти Отли
- Људмила Разумовска: Кући (Жана)
- Скерлић-Деполо: Врла нова 2061.
- Молијер: Мизантроп-Селимена
- Трејси Летс: Август у округу Осејџ Карен Вестон
- Александар Поповић: Кус петлић-Миља Бушатлија
- Коста Трифковић: Избирачица- Малчика

СРПСКО НАРОДНО ПОЗОРИШТЕ-НОВИ САД
- Вилијам Шекспир:Богојављенска ноћ- Виола, бродоломница, глумица

НАРОДНО ПОЗОРИШТЕ БЕОГРАД
- Синиша Ковачевић: Велика драма -Тијана
- Момчило Настасијевић: Код вечите славине- Смиља

### Филм
- Ђавоља варош, у режији Владимира Паскаљевића
- Срце је мудрих у кући жалости, у режији Марина Малешевића
- Аранеум, у режији М. Обренова
- Скидање, у режији Косте Ђорђевића (редитељ)

## Награде
- Награда за најбољу младу глумицу, за глумачко остварење Клер Ганц у представи Гласине, на Данима комедије у Јагодини, 2010. године
- Награда стручног жирија за улогу Амалије фон Едерлих и Анђео смрти у представи РазБоyници, 2008/2009.
- Награда стручног жирија за улогу Жене у представи Бановић Страхиња, 2009/2010.
- По гласовима публике проглашена је за глумицу сезоне 2009/2010. и 2010/2011.
- Награда стручног жирија за глумачко остварење у 2010/2011.
- Награда Удружења драмских уметника Војводине, за улогу Ловорке у представи Чудо у Поскоковој Драги
- Једна од 5 равноправних глумачких награда на Данима сатире 2013. у Загребу за улогу Ловорке у представи Чудо у Поскоковој Драги
- Глумица сезоне 2012/2013. по гласовима публике.
- Глумица сезоне 2012/2013. по гласовима стручног жирија.
- Глумица сезоне 2013/2014. по гласовима публике.
- Глумица сезоне 2013/2014. по оцени стручног жирија.
- Глумачка награда на 64. фестивалу професионалних позоришта Војводине, за улогу Бет Бренан у представи Брак Бет и Бу-а
- Награда за најбољу младу глумицу за улогу Виоле/Цезариа у представи ''Богојављенска ноћ'' СНП на фестивалу 22. Вршачка позоришна јесен
- Глумица сезоне 2014/2015по одлуци стручног жирија и по гласовима публике
- Глумица сезоне 2015/2016. по одлуци стручног жирија и по гласовима публике
- НАГРАДА ЗА ГЛУМАЧКУ БРАВУРУ „ЗОРАН РАДМИЛОВИЋ“ Народног позоришта Тимочке Крајине „Зоран Радмиловић“ Зајечар за улогу Миље Бушатлије у представи Кус петлић Александра Поповића, режија Милан Нешковић
- Стеријина награда за глумачко остварење за улогу Миље Бушатлије у представи Кус петлић Александра Поповића, режија Милан Нешковић
- Награда за најбоље глумачко остварење (најбољу женску улогу) на 28. Међународном фестивалу класике ''Вршачка позоришна јесен'' за улогу Миље Бушатлије у представи Кус петлић[1]
- Награда Љубинка Бобић за улогу Миље Бушатлије у представи "Кус петлић" Александра Поповића, у режији Милана Нешковића и продукцији Драме на српском језику Народног позоришта у Суботици. (2021)[2]